# Фернандо Переира
Фернандо „Кобо“ Переира (порт. Fernando Pereira) је мајор у војсци Сао Томе и Принципе. Он је водио војни удар против владе Фрадик де Менезеса 16. јула, 2003, али је препустио власт 23. јула као део договора.